# Barros Blancos
Barros Blancos, també coneguda com a Capitán Juan Antonio Artigas, és una ciutat de l'Uruguai, ubicada al departament de Canelones. Té una població de 13.553 habitants.
Aquesta localitat es caracteritza per ser una llarga franja poblada entre els límits de Montevideo i la ciutat de Pando. Està ubicada sobre la ruta nacional 8, entre els quilòmetres 22 i 29. Integra la vint-i-dosena Secció Judicial del departament de Canelones.

## Història
El nom original d'aquesta localitat s'origina pel color de les seves terres pantanoses i blanquinoses. El 1963 Barros Blancos (en català, "Fangs Blancs") va ser elevat a la categoria de poble.
El 25 de juny de 1976 va ser designat amb el nom de Capitán Juan Antonio Artigas, en homenatge a l'avi del pròcer José Gervasio Artigas.
Va ser declarada ciutat, amb el nom de Juan Antonio Artigas el 13 de desembre de 1994, per la Llei Núm. 16.670.
El 12 de juliol de 2006 es presenta un projecte parlamentari perquè la ciutat torni a adquirir el nom oficial de "Barros Blancos". En l'articulat del projecte es reafirma la seva condició de ciutat i en l'exposició de motius es declara que l'àrea d'influència de la ciutat té una població gran als 50.000 habitants, amb el qual entraria a les ciutats amb major població de l'Uruguai.
La zona va tenir, des de mitjan segle xx, una explosió demogràfica molt alta. Al començament a causa de la presència d'alguns establiments industrials (cuirs, pintures, etc.) que van originar fonts de treball, moltes famílies van comprar i van confeccionar els seus modestos habitatges a la zona, es van instal·lar escoles públiques i un institut. En retreure's l'activitat dels establiments industrials els pobladors es van veure en la necessitat de viatjar a la ciutat de Pando o de Montevideo a la recerca de llocs de treball.

### Actualitat
Malgrat l'esforç de diverses associacions i de diferents grups de veïns, aquesta ciutat manca d'una identitat definida, a causa de la seva falta cohesió geogràfica i social. Oblidada pels anteriors governs departamentals i nacionals, no compta amb l'estructura ciutadana típica i és un reflex de la moderna explosió demogràfica i de la falta de planificació urbana.
Una casa de Cultura i diverses institucions socials i esportives són els llocs de recreació de la població. Actualment es realitzen diversos projectes socials amb els joves de la zona. Entre ells la casa Jove i un cibercafè comunitari.